# ProContact
ProContact est un centre de contact spécialisé en télémarketing et en gestion de la relation à distance. Basée dans l'océan Indien l'entreprise opère sur les marchés européens et mondiaux.

## Historique
Créé en 2002, le siège social de l'entreprise est basé à l'Île Maurice.
En 2011, ProContact fusionne avec Execom l'un des premiers centres d'appel du pays (2001) filiale du groupe CIEL, l'un des principaux groupes industriels et d'investissement à Maurice,.
L'entreprise s'installe en 2015 dans l'immeuble "The Core" de la CyberCité  offrant les meilleurs standards technologiques de l'île,, et poursuit son développement en implantant un site à Madagascar,,,
En 2019 ProContact est le premier centre de contact à s'implanter à l'Île Rodrigues après l'arrivée du câble MARS, reliant, en fibre optique, cette dépendance de l'Île Maurice,,,,,.